# Bulla József
Bulla József (1932. november 19. – 1996. április 17. (k. n.)) magyar bajnok labdarúgó, jobbhátvéd.

## Pályafutása
1955 és 1962 között a Csepel csapatában játszott, mint hátvéd. Tagja volt az 1958–59-es idényben bajnokságot nyert csapatnak. Összesen 109 bajnoki mérkőzésen lépett pályára és egy gólt szerzett.

## Sikerei, díjai
- Magyar bajnokság
  - bajnok: 1958–59